# Guillaume Farel
Guillaume Farel (ejtsd: gijom farel) (Gap, Franciaország, 1489 – Neuchâtel, Svájc, 1565. szeptember 13.) francia reformátor, aki leginkább arról ismert, hogy ő győzte meg Kálvin Jánost 1536-ban, hogy maradjon Genfben, illetve hogy az 1538-as száműzetése után térjen vissza. Együttes befolyásuk alapján a genfi önkormányzat teokratikus állammá alakult át, amelyet protestáns Róma néven is emlegettek, ahol a protestánsok menedéket találtak, és a nem protestánsokat üldözték. Kálvinnal együtt Farel misszionárius prédikátorok nevelésével foglalkozott, akiknek az lett volna a küldetése, hogy a protestáns ügyet más országokban - különösen Franciaországban - terjesszék.

## Élete
Farel szenvedélyes prédikátor volt és a római katolikus egyház energikus kritikusa. A franciaországi reformáció első éveiben a reformista katolikus pap, Jacques Lefèvre d’Étaples tanítványa volt. Lefèvre-rel együtt a meaux-i püspök által szervezett Cercle de Meaux (meaux-i kör) tagja volt. A püspök több evangéliumi alapokon álló humanistát hívott meg gyülekezetébe, hogy reformprogramját megvalósítsa. Ezek közé a humanista tudósok közé tartozott Josse van Clichtove, Martial Mazurier, Gérard Roussel és François Vatable. A meaux-i kör tagjai eltérő mértékben voltak tehetségesek, de mindannyian hangsúlyozták a bibliatanulmányozás fontosságát és a teológia visszatérését a korai keresztény alapokhoz. Míg Lefevre munkatársaként Meaux-ban dolgozott, Farel a lutheránus eszmék hatása alá került, és lelkes terjesztőjükké vált. Miután a Sorbonne elítélte, Farel Dauphiné tartományban folytatta az evangelizálást.

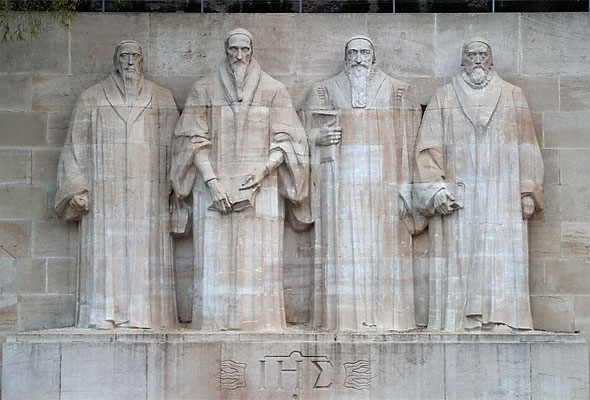
A reformáció emlékműve Genfben. Balról jobbra: Farel, Kálvin János, Béza Tódor és John Knox

Írásaiban elítélte a képek imádatát, és az ebből származó viták következtében Svájcba kellett szöknie. Zürichben Ulrich Zwinglinél, illetve Strasbourgban Martin Bucernél időzött. 1530-ban meggyőzte Neuchâtelt, hogy kövessék a reformot.
1532-ben Genfben telepedett le, ahol lelkészként szolgált, és ő hívta Kálvint a városba. Később Kálvinnal kenyértörésre került a sor az eucharisztiáról vallott eltérő nézeteik miatt. 1538-ban Genfben felfüggesztették állásából, részben a makacs elvei miatt, és Neuchâtelbe vonult vissza. Ott is halt meg 1565-ben.

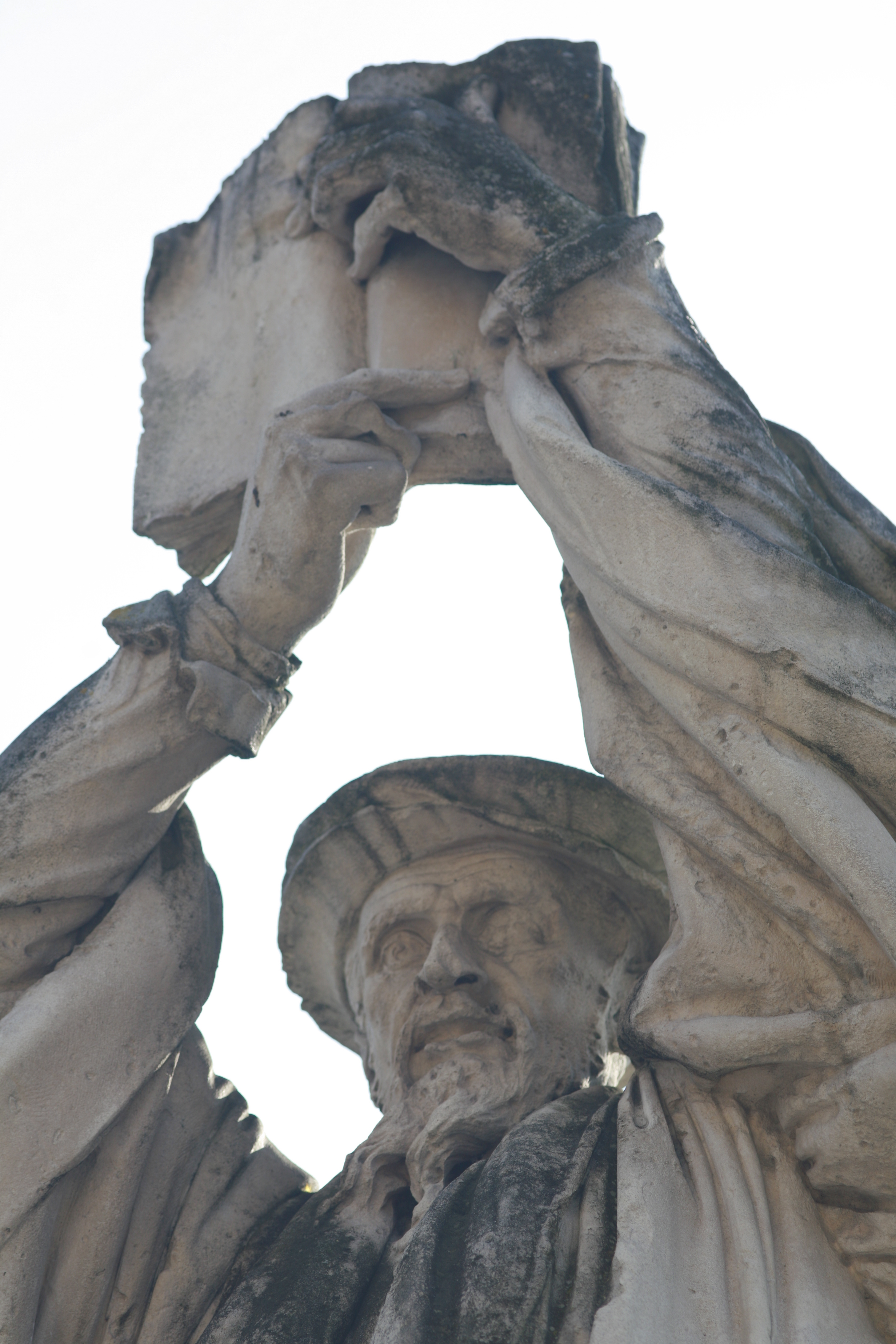
Farel szobra a neuchâteli kollégium előtt

Bár sokat írt, íróként nem hagyott maga után nagy nevet. Tevékenységének jelentősége mindenekelőtt szenvedélyes igehirdetésében és a támadásokkal szembenéző bátorságában állt. Dogmatikai kérdésekben szelíd és egységességre törekvő volt, de a gyülekezeten belül a legszigorúbb erkölcsi fegyelmet követelte.

## Művei
- Sommaire, c'est une briève déclaration d'aucuns lieux fort necessaires à un chacun chrétien, pour mettre sa confiance en Dieu et à ayder son prochain, 1534
- Du vrai usage de la croix de Jésus Christ et de l'abus et idolatrie commise autour d'icelle et de l'authorité de la parole de Dieu et des traditions humaines, 1540

## Fordítás
- Ez a szócikk részben vagy egészben a William Farel című angol Wikipédia-szócikk ezen változatának fordításán alapul.  Az eredeti cikk szerkesztőit annak laptörténete sorolja fel. Ez a jelzés csupán a megfogalmazás eredetét és a szerzői jogokat jelzi, nem szolgál a cikkben szereplő információk forrásmegjelöléseként.
- Ez a szócikk részben vagy egészben a Guillaume Farel című német Wikipédia-szócikk ezen változatának fordításán alapul.  Az eredeti cikk szerkesztőit annak laptörténete sorolja fel. Ez a jelzés csupán a megfogalmazás eredetét és a szerzői jogokat jelzi, nem szolgál a cikkben szereplő információk forrásmegjelöléseként.